# Tlučná (przystanek kolejowy)
Tlučná – przystanek kolejowy w miejscowości Tlučná, w kraju pilzneńskim, w Czechach. Znajduje się na linii kolejowej 180 Pilzno - Furth in Wald. Położona jest na wysokości 335 m n.p.m.
Na przystanku nie ma możliwości zakupu biletu, a obsługa podróżnych odbywa się w pociągu. 

## Linie kolejowe
- 180 Plzeň - Domažlice - Furth im Wald